# Scomparsa di Etan Patz

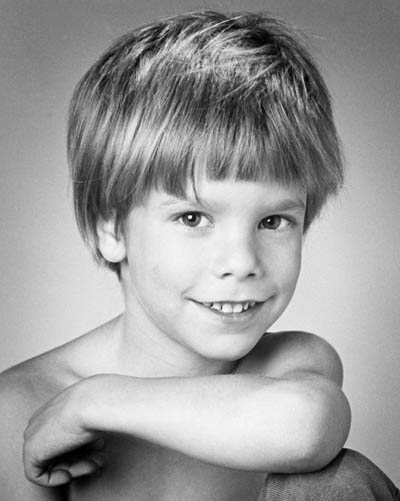
Etan Patz nel 1978

La scomparsa di Etan Patz avvenne il 25 maggio 1979; Etan Kalil Patz era un bambino statunitense che aveva sei anni quando sparì nel quartiere di SoHo a Lower Manhattan, a New York. Ne è stata dichiarata la morte presunta nel 2001.
La sua scomparsa fece nascere un movimento per le persone scomparse e portò alla promulgazione di nuove leggi e allo sviluppo di nuovi metodi per ritrovare bambini scomparsi, come le foto dei bambini messe nei cartoni del latte a metà degli anni ottanta. Patz fu il primo ragazzo la cui immagine fu posta sui cartoni del latte. Nel 1983 il presidente degli Stati Uniti d'America Ronald Reagan designò il giorno della scomparsa di Etan Patz come Giornata nazionale dei bambini scomparsi negli Stati Uniti.
Nel 2010 il caso fu riaperto dall'ufficio del procuratore distrettuale della Contea di New York. Nell'aprile 2012, l'FBI fece degli scavi in un seminterrato vicino alla casa dei Patz, ma non trovò nessuna nuova prova. Qualche mese più tardi un uomo di nome Pedro Hernandez si autoaccusò del crimine, fu quindi incriminato per omicidio di secondo grado e rapimento di primo grado. Nel 2014 si sono svolte alcune udienze per determinare se le dichiarazioni di Hernandez prima di ricevere il Miranda warning fossero legalmente ammissibili al processo. Il processo iniziò nel gennaio 2015 e fu annullato a maggio dello stesso anno. Un nuovo processo cominciò nell'ottobre del 2016, per concludersi a febbraio dell'anno seguente, quando la giuria dichiarò Hernandez colpevole di rapimento e omicidio. Hernandez venne condannato a un minimo di 25 anni di carcere.

## Storia

### Scomparsa
La mattina del 25 maggio 1979, Etan lasciò il suo appartamento a SoHo da solo per la prima volta. Doveva camminare per due isolati per raggiungere lo scuolabus a West Broadway e Spring Street. Indossava un cappello blu, una maglietta blu, blue jeans, e scarpe blu. Non raggiunse mai la fermata del bus. Quando non ritornò a casa alla fine della giornata di scuola, la madre chiamò la polizia. Inizialmente, gli investigatori considerarono i Patz come potenziali sospettati, ma determinarono poi che non avevano nessun coinvolgimento nella vicenda.
La sera iniziarono le ricerche approfondite, usando quasi 100 poliziotti e una squadra di segugi. Le ricerche continuarono per settimane. I vicini e la polizia riempirono la città con poster di Etan, ma ottennero poche piste. Stan Patz, il padre di Etan, era un fotografo professionista e aveva una collezione di foto che aveva fatto al figlio. Le sue foto di Etan furono stampate su innumerevoli poster e cartoni del latte, furono proiettate anche negli schermi di Times Square.

### Jose Ramos
Dopo aver ricevuto il caso nel 1985, Il procuratore Stuart R. GraBois identificò Jose Antonio Ramos, un uomo condannato per aver già abusato di alcuni bambini e amico dell'ex babysitter di Etan, come il primo sospettato. Alcuni bambini avevano accusato Ramos di aver cercato di attirarli in una caditoia, nella zona in cui Ramos viveva nel 1982. Quando la polizia perlustrò il luogo, trovò fotografie di Ramos e di bambini che somigliavano a Etan. GraBois scoprì inoltre che Ramos era stato in custodia in Pennsylvania per un caso di molestie a un bambino. La prima volta che fu interrogato da GraBois, Ramos dichiarò che il giorno in cui Etan scomparve, aveva portato un ragazzo nel suo appartamento per stuprarlo. Ramos disse che era sicuro al 90 per cento che si trattasse del ragazzo che vide poi in televisione. Ciò nonostante, Ramos non usò il nome di Etan. Disse inoltre che mise il ragazzo su una metropolitana. Ramos era conosciuto dai Patz, ma nonostante fosse il primo sospettato per la scomparsa le autorità non erano in grado di trovare prove contro di lui nei primi anni ottanta.
Nel 1990 GraBois fu nominato vice procuratore generale dello stato della Pennsylvania per aiutare le indagini di un caso contro Ramos per aver abusato sessualmente di un bambino e per cercare informazioni ulteriori sul caso di Etan. Nel 1991, quando Ramos fu incarcerato, un informatore disse a GraBois e all'agente dell'FBI Mary Galligan che Ramos gli aveva detto cos'era accaduto a Etan. Ramos disegnò anche una mappa con il percorso fatto dal bus di Etan, indicando che sapeva che la fermata di Etan fosse la terza. In un articolo speciale sui bambini scomparsi, il New York Post scrisse il 21 ottobre 1999 che Ramos era il primo sospettato per la scomparsa di Etan. I genitori di Etan, Stanley e Julie Patz, iniziarono un'azione legale contro Ramos. Furono risarciti con due milioni di dollari ma non hanno mai incassato la somma. Ogni anno, nell'anniversario del compleanno di Etan e della sua scomparsa, Stan Patz manda a Ramos una copia del poster di suo figlio nel periodo in cui era ricercato. Nella parte posteriore lascia sempre lo stesso messaggio: "Cosa hai fatto al mio piccolo ragazzo?"
La morte presunta di Etan fu dichiarata nel 2001. Ramos fu dichiarato responsabile per la sua morte nel 2004 in un caso civile di New York ma non fu mai perseguito. Ramos ha comunque negato di aver ucciso Etan. È stato 20 anni in carcere nello State Correctinal Institution a Dallas, Pennsylvania per aver molestato un bambino. È stato rilasciato di prigione il 7 novembre 2012. Poco dopo il suo rilascio fu arrestato nuovamente per aver violato la Megan Law.

### Riapertura del caso nel 2010
Il procuratore generale di Manhattan Cyrus Vance Jr. riaprì ufficialmente il caso il 25 maggio del 2010.
Il 12 aprile 2012, gli investigatori dell'FBI e del NYPD iniziarono a scavare in un seminterrato a SoHo, al 127-B di Prince Street, vicino alla casa dei Patz. La casa era stata ristrutturata poco dopo la scomparsa di Etan nel 1979. Il seminterrato era uno dei posti dove lavorava un operaio. Dopo 4 giorni di ricerche, gli investigatori dichiararono che non c'era niente di rilevante.

### Pedro Hernandez
Il 24 maggio 2012, Il sovrintendente della polizia di New York Raymond Kelly annunciò che un uomo era detenuto perché si era accusato della scomparsa di Etan. Secondo il The New York Times, un poliziotto aveva identificato l'uomo come Pedro Hernandez di Maple Shade, New Jersey, di 51 anni, e disse di aver strangolato Etan. Secondo un libro del 2009 sul caso, After Etan, Etan aveva con sé un dollaro e disse ai genitori che voleva comprare una soda da bere per pranzo. Hernandez era un diciottenne commesso in un minimarket nel periodo della scomparsa di Etan. Hernandez disse che più tardi gettò i resti di Etan nell'immondizia. Hernandez fu accusato di omicidio di secondo grado. Secondo un articolo del New York Times del 25 maggio 2012, la polizia all'epoca non aveva prove per verificare la sua confessione.
Dichiarazioni fatte nel maggio 2012 dalla sorella di Hernandez, Nina, e da Tomas Rivera, leader di un gruppo cristiano nella Chiesa cattolica St. Anthony of Padua a Camden, New Jersey, indicavano che Hernandez potrebbe aver pubblicamente confessato di aver ucciso Etan in presenza di compagni della parrocchia. Secondo la sorella, era un "segreto di famiglia che avesse confessato in chiesa." Un grand jury di New York condannò Hernandez il 14 novembre 2012, per omicidio di secondo grado e rapimento di primo grado. Il suo avvocato ha affermato che a Hernandez è stato diagnosticato un disturbo schizotipico di personalità, che include allucinazioni. L'avvocato ha anche detto che il suo cliente ha un QI di circa 70, “ai limiti della seminfermità mentale.” Il 12 dicembre 2012, Hernandez si dichiarò non colpevole per due capi di imputazione di omicidio e uno di rapimento in una corte di New York.
Nell'aprile 2013, Harvey Fishbein, difensore di Pedro Hernandez, presentò una mozione per non prendere in considerazione il caso, dicendo che "la confessione di Hernandez in uno dei casi di scomparsa di bambino più famosa nella nazione è falsa, piena di dichiarazioni dubbie e fatta dopo quasi sette ore di interrogatorio della polizia". Tuttavia, il mese successivo, il giudice della Corte Suprema di Manhattan Maxwell Wiley decretò che le prove erano "legalmente sufficienti per supportare le accuse" e che il caso poteva proseguire. Ordinò anche un'udienza per determinare se le dichiarazioni dell'imputato potessero essere usate a processo.
Hernandez fu ascoltato nel settembre 2014 per determinare se le sue dichiarazioni fatte prima che la polizia gli desse il miranda warning fossero legalmente ammissibili al processo. Questo sarebbe stato indicato dal fatto se Hernandez si fosse sentito o no libero di andarsene prima che fosse informato dei Miranda warning. Questo era importante perché avrebbe deciso se le dichiarazioni fatte da Hernandez dopo quel punto fossero legalmente ammissibili al processo. Quindi l'udienza non si basava su se le dichiarazioni di Hernandez fossero veritiere o no; questo punto sarebbe stato discusso al processo, che iniziò il 5 gennaio 2015. Il caso fu trattato nella stanza 733, 111 Centre Street, a New York. Fu annullato nel maggio 2015 dopo che i giurati votarono 11-1 per la condanna.
Il 21 luglio 2025 un tribunale d’appello statunitense ha ordinato di svolgere un nuovo processo contro Pedro Hernandez: un tribunale federale d’appello di New York ha infatti accolto il reclamo di Hernandez e stabilito che nel secondo processo la giuria ricevette dal giudice delle indicazioni che influenzarono ingiustamente il verdetto. In caso non venga istituito un nuovo processo, Hernandez dovrà essere liberato.

## Influenza culturale
Il giorno della scomparsa di Etan Patz, il 25 maggio 1979, fu designato come National Missing Children's Day negli Stati Uniti nel 1983. Nel 2001, il tributo si diffuse nel mondo. L'International Centre for Missing & Exploited Children (ICMEC) coordina la campagna "Help Bring Them Home" (aiuta a riportarli a casa) in 22 paesi.
La grande attenzione dedicata dai media alla scomparsa di Etan è ricordata per aver dato grande attenzione al caso dei bambini scomparsi, risultando in cambiamenti nell'attenzione che veniva data ai figli nell'andare a scuola da soli, foto dei bambini scomparsi stampate sui cartoni del latte e il concetto di "non andare con gli sconosciuti", e cioè l'idea che un adulto sconosciuto al bambino potesse essere una potenziale fonte di pericolo.